# 神仏習合
神仏習合（しんぶつしゅうごう）とは、日本土着の神祇信仰（神道）と仏教信仰（日本の仏教）が融合し、一つの信仰体系として再構成された宗教現象。神仏混淆（しんぶつこんこう）ともいう。習合、宗教的シンクレティズムの一種。

## 概要

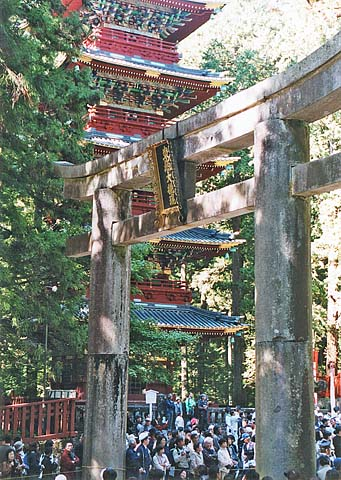
鳥居と五重塔（日光東照宮）

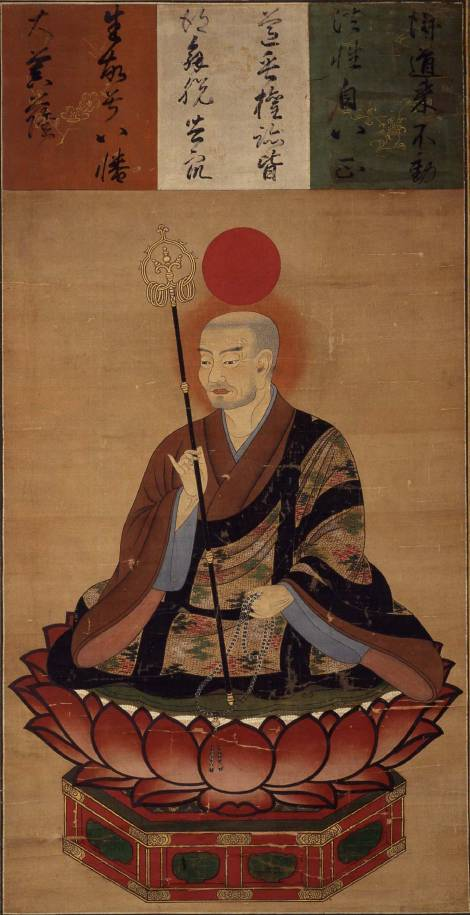
僧形八幡神

日本に仏教が到来した当初は「仏教が主、神道が従」であり、平安時代には神前での読経や、神に菩薩号を付ける行為なども多くなった。日本で「仏、菩薩が仮に神の姿となった」とし、「阿弥陀如来の垂迹を八幡神」「大日如来の垂迹が伊勢大神」とする本地垂迹説が台頭し、鎌倉時代にはその理論化としての両部神道が発生した。一方、神道側からは「神道が主、仏教が従」とする反本地垂迹説が唱えられた。
江戸時代に国学が流行すると、神道が優位と説かれるようになり、神道から仏教的要素を取り除くことが主張された。明治維新後には、「神仏判然令」が出されて神仏分離が行われた。
日本では「神々」の信仰は、もともと土着の素朴な信仰であり、共同体の安寧を祈るものであった。日本の「神」は特定のウジ（氏）やムラ（村）と結びついており、その信仰は極めて閉鎖的だった。普遍宗教である仏教の伝来は、日本の従来の「神」観念に大きな影響を与えた。仏教が社会に浸透する過程で伝統的な神祇信仰との融和がはかられ、古代の王権が、天皇を天津神の子孫とする神話のイデオロギーと、東大寺大仏に象徴されるような仏教による鎮護国家の思想とをともに採用したことなどから、奈良時代以降、神仏関係は次第に緊密化し、平安時代には神前読経、神宮寺が広まった。
日本へ仏教が伝来した時から、日本の人々によって「神」と「仏」は同じものとして信仰されていた。その素朴な神仏習合観念は、やがて仏教の仏を本体とする本地垂迹説として理論化されるようになり、さらに戦国時代には天道思想による「諸宗はひとつ」とする統一的枠組みが形成されるようになった。
他方では、日本における神仏習合は、すっかりと混ざり合って「一つの新しい宗教」となったのではなく、部分的に合一しながらも、なおそれぞれで独立性を保とうとして緊張関係が維持されていた側面もあった。また、近年では神仏習合の時代における神仏隔離現象も注目されており、宮中祭祀や伊勢神宮では仏教の関与が除去されていることから、神祇信仰は仏教と異なる宗教システムとして自覚されていて、神仏関係が全て習合の観念で捉えられていたわけではなかった。神仏習合は、仏教が優位に立ちながらも、神祇信仰が仏教に吸収されてしまうものではなく、むしろ神祇信仰が仏教を媒介にして自立的な神道を形成していくものであった。

## 歴史

### 仏教の伝来
仏教が日本にもたらされた当初、仏は、蕃神（となりのくにのかみ）として日本の神と同質の存在として認識された。日本で最初に出家して仏を祀ったのは尼（善信尼）と『日本書紀』にはあるが、これは巫女が日本の神祇を祀ってきたのをそのまま仏にあてはめたものと考えられている。また寺院の焼亡による仏の祟りという考え方も生まれた、仏教には祟りという概念は無いため、神祇信仰をそのまま仏に当てはめたものと理解できる。
552年（538年説あり）に百済から欽明天皇に仏像と経文がもたらされた（仏教公伝）。欽明天皇は仏像の見事さに感銘し、群臣に仏教に帰依すべきかと意見を聞いた。これに対して蘇我稲目は「西国では皆が帰依しており日本だけ背くことはできない」と受容を勧めたが、物部尾輿や中臣鎌子らは「日本には天地に180の神がおり、蕃神を拝めば国津神たちの怒りをかう」と反対したという。意見が二分したことで欽明天皇は帰依を断念したが私的な礼拝や寺の建立は許可し、帰依したいと申し出た蘇我に仏像を授けた。蘇我が私邸に仏像を安置し寺とした直後に疫病が流行すると、物部・中臣氏らは蘇我が蕃神を拝んだことで国津神の怒りにより災いが起きたと奏上した。欽明天皇もやむなく仏像の廃棄、寺の焼却を黙認し、物部・中臣らは寺を焼き仏像を難波の堀江に捨てた。これによる宗教対立は子（物部守屋と蘇我馬子）の代にも収まらず、用明天皇の後継者を巡る争いで守屋が滅ぼされるまで続いた。この争いには聖徳太子が馬子側に参戦していたが、四天王に願をかけて戦に勝てるように祈り、その通りになった事から摂津国に四天王寺を建立、以後は仏教陣営が勢力を伸ばしていった。
このような豪族間での態度の違いは、物部氏や中臣氏などは朝廷の神事に携わっており外国の宗教には否定的（廃仏派）であったが、外交に関わっていた蘇我氏は仏教の受容に積極的（崇仏派）であったためとされる。

### 神宮寺の建立
宇佐神宮が朝鮮半島の土俗的な仏教の影響の下、6世紀末には既に神宮寺を建立したとされている が、一般的にはそれより後、日本人が、仏は日本の神とは違う性質を持つと理解するにつれ、仏のもとに神道の神を迷える衆生の一種と位置づけ、日本の神々も人間と同じように苦しみから逃れる事を願い、仏の救済を求め解脱を欲していると認識されるようになったとされている。これを神身離脱という。715年（霊亀元年）には越前国気比大神の託宣により神宮寺が建立されるなど、奈良時代初頭から国家レベルの神社において神宮寺を建立する動きが出始め、満願禅師らにより鹿島神宮、賀茂神社、伊勢神宮などで境内外を問わず神宮寺が併設された。このような神のための神域内の造寺造仏を「法楽」という。奈良時代後半になると、伊勢桑名郡にある現地豪族の氏神である多度大神が、神の身を捨てて仏道の修行をしたいと託宣するなど、神宮寺建立の動きは地方の神社にまで広がり、若狭国若狭彦大神や近江国奥津島大神など、他の諸国の神も8世紀後半から9世紀前半にかけて、仏道に帰依する意思を示すようになった。また、東寺・薬師寺に見られるように9世紀には神体が菩薩形をとる僧形八幡神も現れた。こうして苦悩する神を救済するため、神社の傍らに寺が建てられ神宮寺となり、神前で読経がなされるようになった。また、神の存在は元々不可視であり依り代によって知ることのできるものであったが、神像の造形によって神の存在を表現するようになった。神宮寺や神社に所属して神に奉仕し、神前で神のために仏事を行なった僧侶を総称して社僧と呼んだ。社僧の権威は大きく、時に神職の立場を凌ぐものであった。社僧の階層には、別当や検校などがあった。
こうした神々の仏道帰依の託宣は、そのままそれらを祀る有力豪族たちの願望だったと考えられている。律令制の導入により社会構造が変化し、豪族らが単なる共同体の首長から私的所有地を持つ領主的な性格を持つようになるに伴い、共同体による祭祀に支えられた従来の神祇信仰は行き詰まりを見せ、私的所有に伴う罪を自覚するようになった豪族個人の新たな精神的支柱が求められた。大乗仏教は、その構造上利他行を通じて罪の救済を得られる教えとなっており、この点が豪族たちに受け入れられたと思われる。それに応えるように雑密を身につけた遊行僧が現われ、神宮寺の建立を勧めたと思われる。まだ密教は体系化されていなかったが、その呪術的な修行や奇蹟を重視し世俗的な富の蓄積や繁栄を肯定する性格が神祇信仰とも折衷しやすく、豪族の配下の人々に受け入れられ易かったのだろうと考えられている。
「神々が仏に帰依したいと神託を下してきた」と各神社の神職が訴え出てきたのは、律令制の重税から逃れたかったためという指摘もあり、当時、民が勝手に僧侶になる＝優婆塞の例が後を絶たなかったことが根拠とされる。つまり当時は神道側も搾取される側であり、例外は仏教僧であったことも起因している（後世の神奴も税は免除されている）。

### 護法善神説の発生
こうして神社が寺院に接近する一方、寺院も神社側への接近を示している。8世紀後半には、その寺院に関係のある神を寺院の守護神、鎮守とするようになり、寺院を守護する神を祀る鎮守社が寺院内に作られるようにもなった。710年（和銅3年）の興福寺における春日大社は最も早い例である。また、東大寺は大仏建立に協力した宇佐八幡神を勧請して鎮守とした。これが現在の手向山八幡宮である。他の古代の有力寺院を見ても、延暦寺は日吉大社、金剛峯寺は丹生神社、東寺は伏見稲荷大社などといずれも守護神を持つことになった。このように仏教と敵対するのではなく、仏法守護の善神として取り込まれていった土着の神々は護法善神といわれる。
この段階では、神と仏は同一の信仰体系の中にはあるが、あくまで別の存在として認識され、同一の存在と見るまでには及んでいない。この段階をのちの神仏習合と特に区別して神仏混淆ということもある。数多くの神社に神宮寺が、寺院の元に神社が建てられたが、それは従来の神祇信仰を圧迫するものではなく、神祇信仰と仏教信仰とが互いに補い合う形となっている。

### 神仏の習合と隔離
このように、奈良時代まで神身離脱説や護法善神説などの形で神仏習合が成立していったが、一方で神事においては仏法を禁忌する意識も、奈良時代後期から平安時代初期にかけて朝廷や神宮で成立した。
『貞観式』及び『儀式』の規定では、大祀である践祚大嘗祭に際しては忌みの期間は中央と五畿内の官司が仏事を行うことが禁止され、中祀及び小祀に際しては僧侶の参内を禁じて仏事を停止することとなった。平安中期以降には新嘗祭、月次祭、神嘗祭など天皇が自ら斎戒を行う祭りにおいては、斎戒の期間中は内裏の仏事をやめ、奉仕の官人も仏法を忌避することとされた。これらの宮中祭祀での仏法禁忌の制度は、近世まで受け継がれている。
また、伊勢神宮においても仏法禁忌が行われ、延暦23年成立の『皇大神宮儀式帳』では、仏教語を忌んで仏を中子、経を染紙などと言い換える忌詞の制度が規定された。忌詞は、斎宮でも同様の制度が行われた。また、伊勢神宮では僧尼が正宮まで近づくことは許されず、僧尼用の遥拝所が、内宮では風日祈宮橋のあたり、外宮では多賀宮のあたりに設けられ、僧尼はそこまでしか進むことができなかった。また、『太神宮諸雑事記』によると、伊勢神宮の神宮寺であった「大神宮寺」も、宝亀7年（776年）に廃寺となっている。
このように、朝廷や神宮では祭祀儀礼において神仏が別体系として存在していたのである。

### 大乗密教による系列化
神宮寺は、雑密系の経典を中心とし、地域の豪族層の支援を受けて基盤を強化しつつあったが、一方でこの事態は豪族層の神祇信仰離れを促進し、神祇信仰の初穂儀礼に由来するとされる租の徴収や神祇信仰を通じた国家への求心力の低下が懸念されることとなった。一方で律令制の変質に伴い、大寺社が所領拡大を図る動きが始まり、地方の神宮寺も対抗上、大寺院の別院と認識されることを望むようになってきた。
朝廷側も、国家鎮護の大寺院の系列とすることで諸国の神宮寺に対する求心力を維持できることから、これを推進したが、神祇信仰と習合しやすい呪術的要素を持ちながら国家護持や普遍性・抽象性を備えた教説として諸国神宮寺の心を捉えたのが空海の伝えた真言宗であった。一方でこのような要望を取り入れるべく天台宗においても、円仁や円珍による密教受容が進んだ。
また、奈良時代から発達してきた修験道も、両宗の密教の影響を受けながら神仏習合とも強く関係しつつ、独自の発達を遂げることとなった。

### 熊野信仰
本地垂迹説により、普遍性を獲得する契機の先頭に立ったのが、八幡神や日吉神、熊野神など早くから仏教と深い関係を取り結んでいた神々であった。とりわけ熊野の神々は、修験道と結びつくと共に、院の帰依を受け、院政期以降に「熊野信仰」を全国に広げていった。熊野は本宮・新宮・那智の三社（熊野三所権現）で構成され、熊野本宮の本地・阿弥陀如来は、平安末以降の阿弥陀仏による救済願望に応える神として衆庶の信仰を集め、一大霊場として繁栄を極めた（蟻の熊野詣）。この時、浄土信仰を奉じる一遍も参詣し、託宣を受けて時宗開教へ踏み出している。熊野信仰の隆盛は、古代的な価値観の解体も示しており、熊野信仰の特質の一つの苦行が霊験を高め、現世的なもの、身体的なものを超えた、高次元の精神的なものを志向することとなった。その霊験をテコに「日本第一大霊験所」と称して、比類なき神格の尊貴性を主張し、伊勢・熊野同体論が登場するなどし、神々が互いの霊験を競い合うようになった。

### 怨霊信仰
「祟り」とは神の意思の表現方法であり、人の霊の一部が、神に比した「祟り」をなすという考えは奈良時代より見られる。これが「御霊信仰」である。御霊信仰は、政治的闘争において敗北して処刑された人の霊が、疫病などの祟りを行うと信じて、その霊を慰めようとする信仰であり、怨霊信仰の一種とされる。この御霊信仰が、人を神と祀る人神信仰の始まりであり、幽霊への信仰の始まりでもあった。
密教の興隆は王権の相対化をもたらし、藤原氏の勢力拡大に伴う旧来の名族の没落とも相まって、政争敗死者を担いで王権への不満や反撥を正当化する怨霊信仰が盛んとなった。
この動きは平安時代前期には御霊会の流行を引き起こしたが、民間の疫神への信仰と結びつき、疫病をもたらす疫神の跳梁と考えられて、それを慰めるための「御霊会」が催された。平安時代の怨霊信仰の、特に最大の存在が菅原道真の怨霊である。道真の霊は、初めは恐ろしい怨霊とみられていたが、道真は文人として知られていた人でもあり、後には学問・詩歌の神として信仰されていき、慈悲に満ちる神として天神信仰へと変化していった。この変化に際し、仏教の論理により天部として位置づけられたことは、王権に対する祟りの後に祀られて善神（護法善神）となったという考え方が密教の影響だったと示している。
この典型的な例が平将門即位の状況に見られる。将門の新皇即位は、神仏習合の神であり天皇家の祖神でもある八幡神がその位を授け、位記（辞令）を菅原道真が書いたとし、仏教音楽により儀式を行うようにと神祇信仰の巫女が託宣したものであり、王権相対化の論理を正当化する手段としての仏教の影響が強く表れている。
一方で、御霊信仰と疫神信仰の融合から出たのが牛頭天王の信仰である。京都では御霊会を受け継ぎ、祇園御霊会が恒例となり、その拠点として祇王天神堂が創建され、これが現在の八坂神社となり、祇園御霊会が祇園祭となった。
北野天満宮の「北野御霊会」は応仁の乱以降途絶えていたが、2021年には新型コロナウイルス感染症の終息を願い、北野天満宮の神職と比叡山延暦寺の僧侶により行われた。

### ケガレ忌避の論理
このように呪術的な信仰を求める大衆に対しての仏教の側からの浸透に対抗し、神祇信仰の側からも理論武装の動きが出てきた。
神祇信仰においては従来それほど顕著でなかった二極対立の考え方が発達し、浄とケガレの二極が強調されるようになった。このため9世紀から10世紀にかけて、従来は祓いで済んでいたケガレ除去の方法が、陰陽道の影響もあり物忌み中心に変わってきていることが確認されている。
神祇信仰の論理性の強化は、仏教側からの侵食に対抗するとともに、仏教側と共生することを可能とした。10世紀末には、浄土思想にもケガレ思想の影響が見られ、往生要集などには本来の仏教の浄穢思想理解のための手段として、神祇信仰のケガレを利用した論理が見受けられる。

### 本地垂迹説
神宮寺の創建を経て、神仏の習合は進んでいき、十世紀頃には本地垂迹説が成立した。本地垂迹とは、仏菩薩が衆生を救済するために、仮に神の姿として現れたものとする説である。
本地垂迹説は、ケガレを忌避する神祇信仰に対し、ケガレから根本的に離脱する方法を提示できる仏教の優位を示すこととなった浄土思想の普及により出てきた動きであり、仏教上位の状況下において仏教側から神祇信仰を取り込もうとする動きとも理解できる。絶対的存在としての仏や菩薩と、その化身である神という形を取ることにより、神仏の調和の理論的裏づけとしたのである。また、このような仏教優位の考え方は、ケガレと日常的に接する武士の心を捉え、以後の八幡神信仰や天神信仰の興隆にもつながることとなった。
八幡神は、神と仏の歴史をみる際に、重要な役割を担ってきた神である が、歴史上では九州豊前国宇佐地方より奈良時代に登場し、平安京遷都には京都に石清水八幡宮が勧請された。応神天皇と同体ともみなされ、天照大神とともに天皇家の始祖神とされた。747年の東大寺大仏造営事業の際には、神々を代表してこの造営に参画するために上京したとされ、あるいは一部の神々が「菩薩」と名乗るようになったのも八幡神が最初であり、明治維新まで「八幡大菩薩」と号していた。
更に鎌倉時代になると本地垂迹説による両部神道や山王神道による大祓詞（中臣祓詞訓解）の仏教的解説や、記紀神話などに登場する神や神社の祭神の仏教的説明の試みが活発化し、「中世日本紀」といわれる現象が見られるようになった。
仏教の天部の神々も元来はヒンドゥー教の神であったように、インドに起こった仏教は他国への伝播の過程において、日本だけでなく中国においても、その地域社会の土着の神々や歴史上の重要人物を仏菩薩の化身として包摂することで根付いていった歴史がある。仏教にはそのような性質が本来あったことが神仏習合を生んだ要因でもあった。

### 神本仏迹説
鎌倉時代末期から南北朝時代になると、僧侶による神道説に対する反動から、逆に、神こそが本地であり仏は仮の姿であるとする神本仏迹説を唱える伊勢神道や唯一神道が現れ、江戸時代には儒学の理論により両派を統合した垂加神道が誕生した。これらは神祇信仰の主流派の教義となっていき、神道としての教義確立に貢献した。
しかし、神仏習合の考え自体は明治時代の神仏分離まで衰えることなく続いている。現在、仏教の寺院の墓地における墓石と板塔婆がそれぞれ石と木で作られることを、神社における磐座と神籬の影響とする説 があるように、近現代においても日本人の精神構造に影響を及ぼしている。

### 天道思想
日本の戦国時代は、歴史学上、現在の日本社会の原型が成立した最も重要な時代とみなされている。この時代の日本では、宗教や信仰も大きな隆盛をみせていた。戦国時代には、神仏習合の観念と符節を合わせるように、さらに「天道思想」が戦国武将に広がり、「天運」「天命」を司るものと認識され、仏教・儒教に日本の神道が結合した、天道思想を共通の枠組みとした「諸宗はひとつ」という日本をまとめる「一つの体系ある宗教」を形成して、大名も含めた武士層と広範な庶民の考えになり、日本人に広く深く浸透されるようになった。
この「天道」の観念は、中国から流入した儒教道徳により浸透したとされ、古くは『日本書紀』『今昔物語集』にも見ることができる。天道は『周易』『尚書』などの古代中国にあり、「自然の摂理（道理）」や「天」の人格化に伴いその意志を示す語ともなった。日本では加えて、天道は「人間の運命」を左右するものとされ、「神仏」の加護と同等とみなされ、「世俗的道徳」の遵守、「内面的倫理」を重視することで「心中の実」が天道に適うことが大切とされた。戦国武将も天道に反する行いによって罰を受けるとして、神仏への起請を破ること、世俗道徳を破ることで、天道に見放されると感じていた。織田信長、豊臣秀吉、徳川幕府も天道思想の持ち主であった。
天道思想の拡大の背景のひとつには、五山禅林を中心とした諸教一致の思潮がある。五山の禅僧は、禅学を中心としながら広く他の思想にも関心を示したが、これを保証したのが儒仏道の三教一致の思想であり、中国の禅林の思想が移入されたものであったが、日本では道教（道家思想）を神道に置き換えながら、神儒仏一致の思想として受け入れられた。
「天道思想」が浸透した日本の宗教観では、諸宗派・諸教団がそれぞれの神仏を戴いて共存することが、即ち天道に適うとされた。当時の日本は「日本宗」ともいうべき共通の宗教的心性を育んだ「見えない国教」が形成されており、「天道」の観念のもと教義も行動様式も異なって見える諸宗派が、実は同一の思想的枠組に収まる共存的宗教観が上下を分かたず共有されており、諸宗は「政教分離」的な原則を共有して活動していた。「天道思想」は近世以降も続いていき、個々人の倫理と道徳を保証するものとなり、また素朴な信仰面では太陽と結びつけられ「おてんとさん」として太陽信仰の一部となっている。天道思想は明治維新によってその地位が失われたが、現在でも「おてんとうさまに顔向けができない」といった俗諺にわずかに残っている。

## 種類
- 両部神道
- 山王神道
- 御流神道
- 伊勢神道
- 吉田神道
- 三輪神道
- 垂加神道
- 雲伝神道
- 法華神道